# 1998年長野オリンピックのオランダ選手団
1998年長野オリンピックのオランダ選手団（1998ねんながのオリンピックのオランダせんしゅだん）は、1998年2月7日から2月22日まで、日本の長野県長野市を中心とする地域を会場として開催された1998年長野オリンピックのオランダ選手団、およびその競技結果。

## 概要
今大会は金メダル5個、銀メダル4個、銅メダル2個の合計11個のメダルを獲得した。金メダルおよび銀メダルはともにオランダ勢として過去最多、合計11個のメダルも過去最多を記録した。
スピードスケートでは、マリアンヌ・ティメルが女子1000mと1500mで金メダルを獲得、ジャンニ・ロメが男子5000mと10000mで金メダルを獲得し、それぞれ二冠を達成した。

## メダル
| メダル | 選手名               | 競技             | 種目       |
| ------ | -------------------- | ---------------- | ---------- |
| 金     | イツ・ポストマ       | スピードスケート | 男子1000m  |
| 金     | マリアンヌ・ティメル | スピードスケート | 女子1000m  |
| 金     | マリアンヌ・ティメル | スピードスケート | 女子1500m  |
| 金     | ジャンニ・ロメ       | スピードスケート | 男子5000m  |
| 金     | ジャンニ・ロメ       | スピードスケート | 男子10000m |
| 銀     | ヤン・ボス           | スピードスケート | 男子1000m  |
| 銀     | イツ・ポストマ       | スピードスケート | 男子1500m  |
| 銀     | リンチェ・リツマ     | スピードスケート | 男子5000m  |
| 銀     | ボブ・デ・ヨング     | スピードスケート | 男子10000m |
| 銅     | リンチェ・リツマ     | スピードスケート | 男子1500m  |
| 銅     | リンチェ・リツマ     | スピードスケート | 男子10000m |